# Monte Carzen
Il monte Carzen (pronunciato Carsen nel dialetto locale), è una montagna delle Prealpi Bresciane e Gardesane. Fa da spartiacque tra il territorio comunale di Valvestino e quello di Capovalle e sovrasta la parte sud occidentale della val Vestino rappresentata dall'abitato di Bollone. Fa parte del gruppo del Tombea-Manos ed è raggiungibile sia dall'abitato di Bollone tramite un ripido sentiero di circa 4 km. o da Capovalle.

## Origine del nome
Nell'"Atlas Tyrolensis" del cartografo tirolese Peter Anich, stampato a Vienna nel 1774, e nelle carte topografiche della Provincia di Brescia del 1826, il Monte veniva indicato come Monte Garda di chiara etimologia longobarda, infatti deriverebbe dalla parola "wurte" che indica un luogo di osservazione o di guardia, mentre nelle carte austriache del 1878 era nominato Cima Carsine. Secondo il geografo Fausto Camerini il toponimo deriverebbe da garza, il cardo selvatico, mentre per altri dalla parola di origine preindoeurpea "car", che significa zona alta e rocciosa.

## Storia
Nei secoli passati il territorio compreso tra il monte Vesta e il monte Carzen fu luogo di confine prima tra il Principato vescovile di Trento, al quale apparteneva la Val Vestino, e la Repubblica di Venezia poi, fino al 1918, tra l'Impero d'Austria e il Regno d'Italia.
Nel 1753, con il Trattato di Rovereto, sottoscritto dal Doge di Venezia Francesco Loredan e l'imperatrice Maria Teresa d'Austria, furono delimitati i confini tra i due stati trovando così un definitivo accordo sulle secolari questioni territoriali esistenti fra le opposte comunità. Così sulla sommità del monte Vesta e poco distante a Vesta di Cima furono posti dalla commissione due cippi confinari di pietra che recano scolpita la data 1753. Verso la fine dell'Ottocento il Regno d'Italia per controllare i traffici commerciali fra i due stati, cinse la zona di confine con la Val Vestino con una serie di casermette della Guardia di Finanza e una di queste fu costruita a Vesta di Cima.
Nel luglio del 1866 durante la terza guerra di indipendenza fu scalato da una colonna di garibaldini al comando del maggiore Luigi Castellazzo e da un'altra austriaca comandata dal colonnello Hermann Thour von Fernburg.
La posizione strategica del Monte costituì, tra il 1897 e il 1914, un punto di osservazione e controllo del confine di stato per le "sezioni di difesa" del III Battaglione, stanziato a Storo, del 2º Reggimento k.k. Landesschützen "Bozen" dell'esercito imperiale austriaco. Con lo scoppio della prima guerra mondiale la sommità del monte fu occupata nel maggio del 1915 dalle truppe italiane e fortificata con la costruzione di una mulattiera militare di servizio agli appostamenti logistici, alle trincee e le barbette dell'artiglieria. Altresì nel 1944 fu nuovamente riattato a scopi militari dall'organizzazione Todt con l'utilizzo di operai locali.
La prima ascensione invernale nota è di Francesco Coppellotti detto Nino di Gargnano, alpinista della sezione del CAI di Brescia, salendo da Bollone per il Passo di Vesta il 28 gennaio 1906.

### Il confine di Stato e i cippi austro-veneti
Nel 1004 il Trentino fu eretto a Comitato (Contea) del Sacro Romano Impero dall'imperatore Enrico II il Santo e, nel 1027, l'imperatore Corrado II il Salico donò la contea di Trento al vescovo Udalrico II (1022-1055) e ai suoi successori. Da allora il vescovo di Trento rivestì anche il titolo di principe del Sacro Romano Impero ed ebbe nelle sue mani il potere spirituale e quello temporale. Poco anni dopo le terre di Val Vestino furono aggregate nuovamente al Trentino insieme alla valle di Ledro, Riva del Garda, Vallagarina, le Giudicarie, Tignale e Bagolino. 
All'interno del principato si vennero a confermare delle piccole entità subordinate su proprietà di nobili famiglie, come i Cles, i Madruzzo, i Lodron, i Castelbarco, ma anche delle forme diverse di organizzazione come il "Libero comune di Storo", le "Sette pievi delle Giudicarie", i "Quattro vicariati", le quali godevano di una certa autonomia sulla base di Statuti riconosciuti, pur riconoscendosi anche l'autorità superiore del Vescovo e dell'Imperatore del Sacro Romano Impero Nationis Germanicae, mentre la restante parte del territorio era soggetta al dominio diretto del Vescovo. La prima notizia documentata dell'appartenenza della Val Vestino alla famiglia Lodron risale al 4 giugno 1189 quando sette illustri uomini di Storo strinsero un patto fra loro per dirimere tutte le liti che potessero insorgere per il possesso per il castello di Lodrone e tutti i possessi che un certo Calapino possedeva nella Pieve di Condino e in Val Vestino. È presumibile che da quel periodo o poco tempo avanti il monte Vesta e il versante SE del monte Carzen divenissero già confine con il territorio a sud del bresciano appartenente alla comunità di Gargnano.
Dal 1337 al 1426 segnò la frontiera con la signoria dei Visconti, dei Malatesta (dal 1404) e con il Ducato di Milano. Successivamente con la Repubblica di Venezia quando il 21 agosto del 1752 a seguito del trattato di Rovereto, stipulato tra l'impero d'Austria e la Serenissima , ne furono determinati nuovamente i confini di Stato con la collocazione nell'anno seguente del 1753 di 20 cippi di pietra calcarea sui confini della Val Vestino. Tra questi il numero 25 EF principale posto a quota 1400 m. sulla vetta del monte Vesta detta anche Dosso del Cuchetto; vicino sulla cresta orientale del monte Carzen il termine intermedio numero 24 che consiste in una croce sul cengio in uno spuntone roccioso con il millesimo 1753; il numero 26 FG sito a quota 1350 a Vesta di Cima nei pressi dell'ex caserma della Vecchia Dogana della Regia Guardia di Finanza. Questi dopo la caduta di Venezia del 1797 e la parentesi napoleonica e austriaca riguardante l'occupazione della Lombardia, i termini continueranno a determinare il confine di Stato con il Regno d'Italia dal 1859 fino al 1918 e successivamente quello comunale con Gargnano e Capovalle.

### La Grande Guerra. Il sistema difensivo italiano
Agli inizio del '900 l'ipotesi dello stato maggiore del Regio esercito italiano di costruire sul vicino monte Manos un forte armato di cannoni in cupola che avrebbe dovuto operare all'interno dello "Sbarramento Giudicarie" per contrastare una ipotetica avanzata dell'esercito austriaco nel Trentino sud occidentale e in simbiosi con il forte di Valledrane, venne accantonata causa gli insostenibili costi di realizzazione e si optò per la più snella soluzione della messa in posizione di due batterie campali, che nel 1915 verrà definita "2º Gruppo di artiglierie occasionali monte Manos".
Appena sotto la vetta fu costruito l'"appostamento di quota 1404", predisposto per quattro cannoni da 149G, il pezzo pesante in uso presso le artiglierie dell'esercito italiano, furono realizzate così quattro piazzole con spalle in cemento armato e di una polveriera. Il luogo si chiama oggi "La Polveriera".
A quota inferiore in località "Fortini Faì", altresì fu messo in opera l'"appostamento di quota 1220" . Il 27 aprile del 1915, un mese prima dell'entrata in guerra dell'Italia, in un documento del regio esercito denominato "Parere sugli appostamenti per batterie occasionali", si legge al riguardo: "4 cannoni da 75A, con intervallo tra i pezzi da 11 metri a 12,50. Si condivide il parere del comando del Genio di Verona, che ritiene sufficiente la costruzione di una sola piazzola sulla destra dell'esistente appostamento, lasciando sgombra la piazzola centrale. Spesa preventivata £. 5.500". Allo scoppio delle ostilità nel maggio furono, per prime, le batterie del monte Manos ad aprire il fuoco contro gli austriaci accampati sul monte Tombea, poi tutto il fronte tacque per sempre.
Il monte Carzen fu così fortificato come i vicini Cima Ingorello, monte Manos e monte Stino con trinceramento di tutta la vetta, una rete di mulattiere e manufatti ad uso logistico dell'esercito. Opere difensive furono costituite sul vicino monte Manos da postazioni di artiglieria a quota 1404 con 4 cannoni da 149/23 G; a quota 1402 con 4 cannoni da 75/27 Mod. 1906 A e trincee a difesa delle artiglierie.
Il monte Carzen fece parte del sistema Tombea-Caplone uno dei capisaldi principali della Terza linea di difesa arretrata, un'ampia cinta fortificata che chiudeva il settore Alto Garda verso la Valle delle Giudicarie e lungo il fianco occidentale verso il lago d'Idro fino a raccordarsi sulle posizioni fortificate arretrate del monte Denai, una Batteria di artiglieria da 149A, del monte Stino e con quelle della riviera gardesana del monte Spino, del monte Pizzocolo e del monte Castello di Gaino di Toscolano Maderno. Il settore era difeso da una prima linea lungo la Valle di Ledro (direttrici Passo Nota-Carone-Limone), dietro la quale furono realizzate due Linee arretrate di difesa (direttrici Tremosine-Passo Nota e Mezzema-Passo Nota), disposte verso est in modo da fronteggiare una eventuale conquista austriaca del monte Altissimo sul Baldo. Più indietro la Linea arretrata di resistenza, tra Tignale e il Passo della Puria, in totale furono costruite 2.500 fortificazioni di vario tipo,  servite da circa 2.000-3.000 uomini tra artiglieri, fanti e supporti logistici.

### 1944-1945. La “Linea blu” di difesa nazista
L’organizzazione Todt, creata da Fritz Todt, ministro degli Armamenti e degli Approvvigionamenti del Terzo Reich, è stata un’impresa di costruzioni che operò dapprima nella Germania nazista, e successivamente, in tutti i paesi occupati dalla Wehrmacht. Il ruolo principale dell’impresa fu la costruzione di strade, ponti e altre opere fondamentali per le armate tedesche, come la fabbricazione di linee difensive tedesche in Italia: la Linea Gustav, la Linea Gotica e, appunto, la Linea Blu, o  “Blaue Linie”, “Blaue II”  o “Linea Alpina” che dall'intersezione del confine svizzero-austriaco scendeva per circa 400 chilometri a sud est verso il bresciano, il lago d'Idro, salendo poi a nord del lago di Garda in Trentino e della provincia di Belluno seguitando fino a Monfalcone e Fiume e sfruttava ove era possibile i manufatti della Grande Guerra. 
L’organizzazione operò in stretta sinergia con gli alti comandi militari durante tutta la seconda guerra mondiale, arrivando ad impiegare al lavoro coatto ma anche volontario, remunerato, di più di 1.500.000 uomini e ragazzi, di cui 170.000 in Italia, 11.000 nel solo bresciano e i lavoratori adulti erano esentati dal prestare servizio militare obbligatorio nelle forze armate della Repubblica Sociale Italiana, evitando altresì la deportazione nei campi di lavoro in Germania. Dal luglio del 1944,  su ordine di Adolf Hitler, che emanò la direttiva numero 60, e sotto la giurisdizione nel settore ovest di Franz Hofer, gauleiter dell’Alpenvorland (che comprendeva le ex province italiane di Belluno, Bolzano e Trento), iniziarono i cantieri dei lavori della cosiddetta “Linea blu”, la linea che avrebbe dovuto garantire il blocco dell’avanzata degli angloamericani verso il nord. Nella bassa Vallecamonica e nella zona del lago di Garda e d’Idro doveva sbarrare la strada verso il Trentino ed il Cantone dei Grigioni in Svizzera. Nell’alto Garda Bresciano e nella Valle Sabbia furono costruite opere per appostamenti difensivi di artiglieria, camminamenti e ricoveri ipogei sul monte Manos, sul monte Carzen,  sul monte Stino, nell'ex comune di Moerna e sulle alture della sponda orientale del lago d'Idro impiegando operai locali e della Val Vestino, più a sud i lavori interessarono il monte Pizzocolo e il monte Castello di Gaino, capo Reamòl a Limone sul Garda  e la riviera del Garda da Gargnano a Gardone Riviera con la costruzione di bunker a servizio dei vari ministeri della RSI. Nell’aprile del 1945 l’opera poteva definirsi completa ma non fu mai presidiata o armata e tantomeno impiegata dall’esercito tedesco a causa del crollo del fronte italiano e alla successiva fine del conflitto.

## Natura
La zona del monte Vesta-Carzen-Manos fu erborizzata a partire dal 1863 dal botanico don Pietro Porta, allora parroco del villaggio di Bollone e specialista del genere dei Carduus, seguì nel 1867 la spedizione scientifica dello zoologo austriaco Joseph Gobanz e nel 1875 dal malacologo milanese Napoleone Pini.
Poco distante alla malga di Vesta di Cima si trova un'ampia pozza d'abbeverata, detta localmente "Laghetto di Vesta", usata nei mesi dell'alpeggio come abbeveratoio dal bestiame, e fino a pochi decenni fa si colorava di colore rosso a causa della presenza di minuscoli oligocheti.

## Panorama
Nei giorni sereni si gode un panorama eccezionale; a nord la Val Vestino con il Monte Cingla, Monte Tombea, Cima Rest, Cima Gusaur e il Caplone, la vetta più alta delle prealpi gardesane occidentali e in lontananza si scorge la vetta del monte Adamello con quello che rimane del suo ghiacciaio perenne, a ovest la Cima della Fobbia, il monte Manos e le montagne della Valle Sabbia; a sud il monte Pizzocolo e la zona morenica meridionale del lago di Garda con la città di Peschiera del Garda. 
Ad est è invece possibile osservare la Valle del Droanello, il monte Denervo, il monte Comer la zona della Costa e il monte Baldo con la vetta del monte Altissimo di Nago.